# Cantina Tollo-CoBo 1996
Questa voce raccoglie le informazioni riguardanti la Cantina Tollo-CoBo nelle competizioni ufficiali della stagione 1996.

## Organico

### Staff tecnico
GM=General manager; DS=Direttore sportivo.
|  | Naz.              | Ruolo | Sportivo            |  |  |  |
|  | ----------------- | ----- | ------------------- |  |  |  |
|  | Italia (bandiera) | GM    | Paolo Fratini       |  |  |  |
|  | Italia (bandiera) | DS    | Stefano Giuliani    |  |  |  |
|  | Italia (bandiera) | DS    | Palmiro Masciarelli |  |  |  |

## Palmarès

### Corse a tappe
- Vuelta a España

11ª tappa (Marco Antonio Di Renzo)
- Giro di Slovenia

Classifica generale (Lorenzo Di Silvestro)
- Vuelta ciclista Asturias

5ª tappa (Massimiliano Gentili)
- Volta a Portugal

5ª tappa (Paolo Valoti)

### Corse in linea
- Clásica Internacional de Alcobendas y Villalba (Stefano Cembali)